# J2 League
J-2 League (リーグ ) ou simplesmente Segunda Divisão Japonesa como nome já diz e a Segunda Divisão Japonesa Profissional.. Esta categoria reúne artigos sobre Campeonato Japonês de Futebol.
.

## Tabela Atual
| Clube                         | Posição | Pontos |
| ----------------------------- | ------- | ------ |
| Matsumoto Yamaga FC           | 1       | 0      |
| Oita Trinita                  | 2       | 0      |
| Machida Zelvia                | 3       | 0      |
| Yokohama FC                   | 4       | 0      |
| Tokyo Verdy                   | 5       | 0      |
| Avispa Fukuoka                | 6       | 0      |
| Omiya Ardija                  | 7       | 0      |
| Kofu                          | 8       | 0      |
| Renofa Yamaguchi FC           | 9       | 0      |
| Mito HollyHock                | 10      | 0      |
| Tokushima Vortis              | 11      | 0      |
| Montedio Yamagata             | 12      | 0      |
| JEF United Ichihara Chiba     | 13      | 0      |
| Fagiano Okayama               | 14      | 0      |
| Albirex Niigata Football Club | 15      | 0      |
| Zweigen Kanazawa              | 16      | 0      |
| Tochigi Soccer Club           | 17      | 0      |
| Ehime Football Club           | 18      | 0      |
| Gifu                          | 19      | 0      |
| Kyoto Sanga Football Club     | 20      | 0      |
| Roasso Kumamoto               | 21      | 0      |
| Kamatamare Sanuki             | 22      | 0      |

## Artilharia
| Jogador           | Clube                     | Gols |
| ----------------- | ------------------------- | ---- |
| Genki Omae        | Omiya Ardija              | 24   |
| Ado Onaiwu        | Renofa Yamaguchi FC       | 22   |
| Takayuki Funayama | JEF United Ichihara Chiba | 19   |